# Адміністративний устрій Роздільнянського району
Адміністративний устрій Роздільнянського району Одеської області був сформований у липні 2020 року у результаті адміністративно-територіальної реформи. Роздільнянський район складається з територій 9 територіальних громад, підпорядкованих Роздільнянській районній раді. Адміністративний центр — місто Роздільна.  
В районі знаходиться 209 населених пунктів: 1 місто, 5 смт, 2 селища і 201 село. 
Район був перезаснований 17 липня 2020 року, внаслідок чого територія збільшилася на 260,7% — з 1368 км² до 3566,3 км² за рахунок територій ліквідованих Великомихайлівського, Захарівського та Ширяївського районів. Всього до складу перезаснованого району ввійшло 54 ліквідованих ради старого адміністративно-територіального устрою: 21 рада Великомихайлівського району (три ради ввійшли до складу Знам'янської громади Березівського району), 19 рад Роздільнянського району (лише територія колишньої Єгорівської сільради ввійшла до складу Дачненської громади та відійшла до новоствореного Одеського району.), 13 рад Захарівського району (весь район цілком) та 1 рада Ширяївського району.
На території колишнього Роздільнянського району були створені 3 територіальні громади: Роздільнянська міська, Лиманська селищна і Степанівська сільська.

## Склад району після реформи
| №      | Назва територіальної громади                     | Центр                  | Колишні ради, що ввійшли до складу | Населені пункти | Кількість населених пунктів | Кількість населених пунктів | Кількість населених пунктів | Кількість населених пунктів | Кількість населених пунктів | Район до укрупнення                            | Площа, км² | Місце за площею | Населення, чол. | Місце за населенням | Розташування |
| №      | Назва територіальної громади                     | Центр                  | Колишні ради, що ввійшли до складу | Населені пункти | міста                       | смт                         | с-ща                        | села                        | Всього                      | Район до укрупнення                            | Площа, км² | Місце за площею | Населення, чол. | Місце за населенням | Розташування |
| ------ | ------------------------------------------------ | ---------------------- | --- | --- | --------------------------- | --------------------------- | --------------------------- | --------------------------- | --------------------------- | ---------------------------------------------- | ---------- | --------------- | --------------- | ------------------- | ------------ |
| 1      | Роздільнянська міська тергромада                 | м. Роздільна           | Показати Бецилівська Буцинівська Виноградарська Єреміївська Калантаївська Кам’янська Кошарська Новоукраїнська Понятівська Роздільнянська міська Старостинська сховати                        | Показати Антонівка Бакалове Балкове Бецилове Благодатне Богнатове Бринівка Будячки Бурдівка Буцинівка Вакулівка Велизарове Веселе Виноградар Володимирівка Єреміївка Желепове Калантаївка Кам'янка Капаклієве Карпівка Карпове Кошари Кузьменка Лозове Матишівка Миколаївка Мільярдівка Молдованка Надія Новий Гребеник Нові Чобручі Новоградениця Новодмитрівка Новодмитрівка Друга Новоселівка Новоукраїнка Олександрівка Парканці Петро-Євдокіївка Покровка Понятівка Поташенкове м. Роздільна Світанок Слобідка Старокостянтинівка Старосілля Сухе Шевченкове Шеметовесховати | 1                           |                             |                             | 50                          | 51                          | Роздільнянський район                          | 766,9      | 1               | 33116           | 1                   |              |
| 2      | Великомихайлівська селищна тергромада            | с-ще Велика Михайлівка | Показати Великомихайлівська селищна Великокомарівська Гребениківська Комарівська Новоолександрівська Новопетрівська Новоселівська Полезненська Соше-Острівська Стоянівська Юрківська сховати | Показати Багачеве Бессарабка Василівка Вакарське Великокомарівка с-ще Велика Михайлівка Водяне Гіржове Гірське Гребеники Грушка Дівоцьке Єрмішкове Кардамичеве Комарівка Кучурган Муратове Нові Бугори Новоолександрівка Новопетрівка Новоселівка Платонівка Полезне Соше-Острівське Стоянове Трохимівка Трудомирівка Фрасине Юрківка сховати |                             | 1                           |                             | 28                          | 29                          | Великомихайлівський район                      | 583,9      | 3               | 13607           | 3                   |              |
| 3      | Затишанська селищна тергромада                   | с-ще Затишшя           | Показати Затишанська селищна Торосівська Перехрестівська сховати | Показати Андрусова Весела Балка Володимирівка Гедеримове Перше Дружелюбівка Загір'я с-ще Затишшя Іванівка Краснопіль Малорошове Нова Григорівка Перехрестове Перехрестове Перше Петрівка Скинешори Торосове сховати |                             | 1                           |                             | 15                          | 16                          | Захарівський район                             | 227,1      | 2               | 6578            | 6                   |              |
| 4      | Захарівська селищна тергромада                   | с-ще Захарівка         | Показати Захарівська селищна Василівська Карабанівська Йосипівська Павлівська Росіянівська Войничівська Мар’янівська Новозаріцька Онилівська сховати                                         | Показати Балашове Бірносове Богданове Перше Болгарка Василівка Войничеве Гірківка Глибокояр Давидівка Дементівка Єлизаветівка Жигайлове с-ще Захарівка Йосипівка Карабанове Козацьке Кошарка Кримпулька Майорське Мала Топорівка Мар'янівка Нова Шибка Новозаріцьке Новомиколаївка Новопавлівка Оленівка Онилове Павлівка Парканівка Петрівка Савчинське Самійлівка Стоянове Унтилівка Федосіївка Червона Стінка Щасливесховати |                             | 1                           |                             | 36                          | 37                          | Захарівський район                             | 721,0      | 9               | 13246           | 4                   |              |
| 5      | Лиманська селищна тергромада                     | с-ще Лиманське         | Показати Лиманська селищна Кучурганська Степова Щербанська сховати | Показати Виноградівка Кучурган с-ще Лиманське Нове Новосільці Степове Щербанкасховати |                             | 1                           |                             | 6                           | 7                           | Роздільнянський район                          | 252,1      | 5               | 14408           | 2                   |              |
| 6      | Цебриківська селищна тергромада                  | с-ще Цебрикове         | Показати Цебриківська селищна Вишневська Саханська* сховати | Показати Вишневе Галупове* Іринівка Малоцебрикове Мардарівка Никомаврівка* Новопавлівка Новоселівка Новороманівка Оленівка Ольгинове Привільне Саханське* Сокорове с-ще Цебрикове сховати |                             | 1                           |                             | 14                          | 15                          | Великомихайлівський район *(Ширяївський район) | 290,1      | 4               | 4975            | 9                   |              |
| 7      | Великоплосківська сільська територіальна громада | с. Великоплоске        | Показати Великоплосківська Новосавицька Слов’яносербська Тростянецька сховати | Показати Антоно-Ковач Великоплоске Кістельниця Малоплоске Новоантонівка Новосавицьке Олег Орел Покровка Привілля Слов'яносербка Тростянець сховати |                             |                             |                             | 12                          | 12                          | Великомихайлівський район                      | 244,4      | 7               | 5013            | 8                   |              |
| 8      | Новоборисівська сільська тергромада              | с. Новоборисівка       | Показати Новоборисівська Мигаївська Першотравнева Полішпаківська сховати | Показати Гурівське Данилівка Добрий Лук Дурбайли Залізничне Заможне Іванівка Козакове Мартове Мацкули с-ще Мигаєве Мигаї Наливайкове Новоборисівка Полішпакове Поплавка Преображенка Путилівка Райки Три Криниці Тятри сховати |                             |                             | 1                           | 20                          | 21                          | Великомихайлівський район                      | 229,8      | 8               | 5359            | 7                   |              |
| 9      | Степанівська сільська тергромада                 | с. Степанівка          | Показати Степанівська Гаївська Марківська Яковлівська сховати | Показати Ангелінівка Бугай Вапнярка Гаївка Гетьманці с-ще Дружба Івано-Миколаївка Лучинське Марківка Нове Новокостянтинівка Новокрасне Павлівка Петрівка Плавневе Розалівка Степанівка Труд-Гребеник Труд-Куток Широке Яковлівка сховати |                             |                             | 1                           | 20                          | 21                          | Роздільнянський район                          | 251,0      | 6               | 7045            | 5                   |              |
| Всього | 9                                                |                        | 54 | жирним виділені центри колишніх АТО | 1                           | 5                           | 2                           | 201                         | 209                         | 4                                              | 3566,3     |                 | 103347          |                     |              |